# RS Весов
RS Весов (лат. RS Librae), HD 136986 — одиночная переменная звезда в созвездии Весов на расстоянии приблизительно 934 световых лет (около 286 парсеков) от Солнца. Видимая звёздная величина звезды — от +13m до +7m.

## Характеристики
RS Весов — красная пульсирующая переменная звезда, мирида (M) спектрального класса M7e-M8,5e или Me.